# Буває й гірше
Буває й гірше (англ. The Middle, досл. «середина») — американський телевізійний ситком, який транслювався на телеканалі ABC з 30 вересня 2009 року до 22 травня 2018 року. Події серіалу відбуваються у вигаданому містечку Орсон, що в штаті Індіана, й зосереджені на житті родини із нижчого середнього класу, яка щодня постає перед труднощами повсякденного життя, роботи та виховання дітей.
У головних ролях — Патрісія Гітон та Ніл Флінн. Сценаристами шоу стали Айлін Гайслер та ДіЕнн Гілін, які раніше працювали над серіалами «Розанна» та «Мерфі Браун». Виробництвом займались Warner Bros. Television та Blackie and Blondie Productions. Ситком отримав схвальні відгуки телевізійних критиків і номінований на численні нагороди, зокрема на Премію «Еммі» у 2012 році.

## Сюжет
Серіал розповідає про Френсіс «Френкі» Гек (Патрісія Гітон) — жінку середнього віку з американського Середнього Заходу, яка належить до середнього класу, та її чоловіка Майка (Ніл Флінн). Вони живуть у маленькому вигаданому містечку Орсон, штат Індіана, яке засноване на реальному місті Джаспер, Індіана. Подружжя виховує трьох дітей: Аксла (Чарлі МакДермотт), Сью (Іден Шер) та Бріка (Аттікус Шаффер).
Розповідь веде Френкі — спочатку невдала продавчиня в автосалоні з вживаними авто, а згодом — асистентка стоматолога. Її стриманий чоловік Майк керує місцевим кар'єром і є стабільним елементом у родині, хоча Френкі часом скаржиться на його емоційну відстороненість. Діти значно відрізняються один від одного: старший син Аксель — стереотипний спортсмен, товариський та популярний у школі, але грубий і егоїстичний; донька Сью — життєрадісна та енергійна, проте постійно зазнає невдач і виглядає незграбною; наймолодший син Брик — розумний, одержимий читанням хлопчик із дивною поведінкою. Серед другорядних персонажів — колега Френкі Боб (головний персонаж у перших двох сезонах), літня тітка Еді, перший хлопець Сью — Бред, брат Майка — Расті, а також друзі Аксла — Шон і Даррін, які обидва мали стосунки з Сью.

## Акторський склад і персонажі
- Патрісія Гітон — Френсіс Патріція «Френкі» Гек (уроджена Спенс)
- Ніл Флінн — Майкл Бартолом'ю «Майк» Гек-молодший
- Чарлі МакДермотт(інші мови) — Аксель Редфорд Гек
- Іден Шер(інші мови) — Сью Сью Гек
- Аттікус Шаффер(інші мови) — Брик Ішмаїл Гек
- Кріс Кеттен(інші мови) — Боб Вівер (головна роль — сезони 1–2; другорядна — сезон 3; спеціальний гість — сезони 4–5)

## Епізоди
| Сезон | Епізоди | Епізоди | Оригінальний показ | Оригінальний показ |
| Сезон | Епізоди | Епізоди | Перший показ       | Останній показ     |
| ----- | ------- | ------- | ------------------ | ------------------ |
| 1     | 24      | 24      | 30 вересня 2009    | 19 травня 2010     |
| 2     | 24      | 24      | 22 вересня 2010    | 25 травня 2011     |
| 3     | 24      | 24      | 21 вересня 2011    | 23 травня 2012     |
| 4     | 24      | 24      | 26 вересня 2012    | 22 травня 2013     |
| 5     | 24      | 24      | 25 вересня 2013    | 21 травня 2014     |
| 6     | 24      | 24      | 24 вересня 2014    | 13 травня 2015     |
| 7     | 24      | 24      | 23 вересня 2015    | 18 травня 2016     |
| 8     | 23      | 23      | 11 жовтня 2016     | 16 травня 2017     |
| 9     | 24      | 24      | 3 жовтня 2017      | 22 травня 2018     |

## Розробка та виробництво
Серіал спочатку розроблений у рамках циклу підготовки нових проєктів телеканалу ABC у 2006—2007 роках. На головну роль Френкі планували взяти Ріккі Лейк. Єдиним актором, який зберіг свою роль після перезапуску проєкту, став Аттікус Шаффер. Згодом телеканал ABC замовив другий пілот, уже з Патріцією Гітон у головній ролі, в межах підготовки до сезону 2008—2009 років. Авторками серіалу стали Айлін Гайслер і ДіЕнн Гілін (уродженка міста Мансі, штат Індіана), а режисером пілотного епізоду стала Джулі Енн Робінсон.
Спочатку події серіалу мали відбуватись у Джаспері, Індіана, однак за юридичними порадами локацію змінено на вигадане місто Орсон, Індіана. Проте Орсон базується на Джаспері й передбачається, що розташований поблизу нього. Знімання проходили на 31-й знімальному майданчику Warner Bros. Ranch, а екстер'єр будинку родини та автосалон Elhert Motors розташовані на вулиці Блонді цього ж ранчо. Художниця-постановниця Джулі Фантон підбирала реквізит у магазинах, знайомих середньостатистичним американським родинам — таких як Target і Kohl's — щоб надати серіалу автентичного вигляду життя середнього класу.
Серіал затверджений до повного сезону з 24 епізодів після показу лише двох серій. 12 січня 2010 року президент ABC Entertainment Стів МакФерсон оголосив про продовження «Буває й гірше» на другий сезон. Згодом серіал продовжено на третій сезон, прем'єра якого відбулась 21 вересня 2011 року з годинного епізоду. 10 травня 2012 року ABC подовжив серіал на четвертий сезон, прем'єра якого також відбулася зі спеціального годинного випуску — 26 вересня 2012 року. П'ятий сезон замовлено 10 травня 2013 року. 9 травня 2014 року ABC підтвердив замовлення шостого сезону з 22 серій, а в жовтні того ж року додано ще два епізоди, тож загальна кількість серій сезону склала 24.
8 травня 2015 року телеканал офіційно замовив сьомий сезон серіалу, одночасно продовживши контракти головних акторів. Восьмий сезон затверджений із 22 епізодами, а в грудні 2016 року їх кількість збільшили до 23.
Серіал продовжено на дев'ятий сезон 25 січня 2017 року, знімання якого розпочалися 15 серпня 2017 року. 2 серпня 2017 року оголошено, що серіал завершиться після дев'ятого сезону — на прохання його творців. Фінальна серія, тривалістю одну годину, вийшла в ефір 22 травня 2018 року.

## Реліз

### Трансляція
Прем'єра «Буває й гірше» відбулася в США на телеканалі ABC 30 вересня 2009 року. У Канаді серіал транслювався на телеканалі City (раніше Citytv) з третього по дев'ятий сезони. Перший сезон виходив на каналі A (нині CTV Two). В Австралії шоу стартувало 7 грудня 2009 року на каналі Nine Network. У Новій Зеландії прем'єра відбулася 8 травня 2010 року на каналі TV2. В Індії серіал стартував 5 січня 2015 року на каналі Romedy Now. У Великій Британії прем'єра відбулась 29 серпня 2010 року на Sky1. П'ятий сезон дебютував на Comedy Central UK 21 січня 2014 року, а в Ірландії — 16 квітня 2014 року на каналі TV3. Серіал також адаптовано гінді під назвою «Tedi Medi Family» для гумористичного каналу BIG MAGIC, що належить Reliance Broadcast Network. Крім того, шоу транслювалося на каналі Neox в Іспанії та на каналі Warner Channel у Латинській Америці та Бразилії. У Болгарії прем'єра відбулася наприкінці 2019 року паралельно із серіалом «Молодий Шелдон» на платному телевізійному каналі bTV Comedy. Болгарський дубляж виконано студією MediaLink.

### Синдикація
6 березня 2012 року оголошено, що телеканал ABC Family (тепер Freeform) придбав права на трансляцію «Буває й гірше». Показ серіалу на цьому каналі тривав з 9 вересня 2013 року до 22 серпня 2022 року.
Крім того, з 16 вересня 2013 року серіал почали транслювати в локальній синдикації. Станом на вересень 2017 року шоу більше не доступне для локальної синдикації.
Канал Hallmark також придбав серіал для синдикації, розпочавши трансляцію у березні 2014 року. Проте в серпні 2018 року серіал знятий з ефіру. 5 серпня 2019 року шоу повернулося до сітки мовлення Hallmark Channel, виходячи з 6:00 до 8:00 ранку. У жовтні 2019 року його знову зняли з ефіру. 17 травня 2021 року серіал знову повернувся до сітки каналу Hallmark, цього разу у блоці з 13:00 до 15:00.

### Стрімінг
Серіал почав транслюватися на платформі HBO Max у США 1 грудня 2020 року. Проте станом на 1 грудня 2023 року він вилучений із сервісу. Раніше шоу було доступне на IMDB TV, згодом видалене, але знову повернулося. У Болгарії серіал став доступний на HBO Max 8 березня 2022 року, проте лише з англійською озвучкою. Станом на 2022 рік серіал також доступний на платформі Peacock у США. У Латинській Америці серіал доступний для перегляду на HBO Max з 13 грудня 2023 року з озвученням і субтитрами англійською, бразильською португальською та іспанською мовами. У Великій Британії шоу доступне для стрімінгу на платформі ITVX. Станом на грудень 2024 року серіал доступний на Amazon Prime Video, але не в Індії.

### Домашнє медіа
У регіоні 1 (США та Канада) сезони 1–4 офіційно випущені у роздріб. Сезони з 5 по 9 випускалися у форматі MOD DVD-R через Warner Archive Collection. Канадські видання й далі виготовляються традиційним способом і продаються у звичайних магазинах, хоча є ідентичними до американських. Дистрибуція у регіонах 2 та 4 завершилася після випуску четвертого сезону.

## Відгуки

### Критичні відгуки
Серіал «Буває й гірше» отримав позитивні відгуки критиків, які відзначали унікальних та оригінальних персонажів, а також хвалили стабільно високий рівень шоу і реалістичне зображення життя сімей із нижчого середнього класу. На сайті-агрегаторі рецензій Rotten Tomatoes 76 % із 21 відгуку критиків є позитивними, із середнім рейтингом 7.1/10. У консенсусі сайту зазначено: «Буває й гірше — це розумний та захопливий ситком-шоу, яке вміло перебільшує повсякденні ситуації задля комічного ефекту». На Metacritic, який використовує зважену середню оцінку, серіал отримав 70 зі 100 балів на основі 25 рецензій, що вказує на «загалом сприятливі» відгуки.
Критики також хвалили таймінг, сценарій і акторську гру. Наприклад, Роберт Б'янко з Ю-Ес-Ей тудей написав: «Цей серіал, здається, більш впевнено пропонує першокласну версію того, що багато глядачів хочуть бачити: гумористичний, зворушливий та реалістичний погляд на життя середньостатистичної американської родини». Кен Такер з Entertainment Weekly, коментуючи другий сезон, зазначив, що «Буває й гірше» продовжує бути «надзвичайно стабільним шоу — це сага про сім'ю, яка намагається втриматись на плаву у складній економічній ситуації».
У сезоні 2009—2010 серіал посів шосте місце у списку «Найкращих нових шоу мережі» за версією Metacritic. Під час трансляції за шоу Hank, яке швидко закрили, рейтинги першого сезону були невисокими — менше ніж 7 мільйонів глядачів. На початку телевізійного сезону 2010/2011 ABC переніс шоу на початок прайм-тайму (о 20:00 за EDT), і рейтинги значно зросли — шоу зазвичай займало друге місце в слоті після «Survivor» на CBS.
Сезони 2, 4 та 9 отримали особливу похвалу на Rotten Tomatoes, маючи 100 % позитивних відгуків на основі 5 рецензій зі середньою оцінкою 8.4/10 (сезон 2), 100 % на основі 5 рецензій із середнім балом 9/10 (сезон 4), 100 % на основі 8 рецензій із середнім балом 8.5/10 (сезон 9).
У 2016 році Боб Сассоне з Есквайр опублікував статтю під назвою «Буває й гірше — найкраще шоу, яке ви не дивитесь», в якій висловив обурення через те, що серіал не отримав визнання на нагородах і уваги критиків, якої заслуговував. Він написав: «Буває й гірше — найкраща американська комедія на телебаченні прямо зараз». Після того як ABC підтвердив, що дев'ятий сезон стане останнім, Девон Айві з Vulture написала: «Буває й гірше — один із найнедооціненіших теледрагоцінностей», додавши: «Я дуже сумуватиму за середньозахідним затишком Буває й гірше» і перерахувала п'ять причин, чому варто дати серіалу шанс підкорити вас.

### Подкаст
31 липня 2024 року вийшов подкаст про серіал під назвою «Middling with Eden and Brock», який ведуть актори Іден Шер і Брок Сіарреллі. Подкаст присвячений обговоренню кожного епізоду, спадщині шоу, а також містить інтерв'ю з одним із запрошених акторів, які діляться власним досвідом зйомок.

## Рейтинги
| Сезон | Таймслот (ET)                                                    | Епізоди | Прем'єра        | Прем'єра                   | Прем'єра      | Завершено      | Завершено                 | Завершено     | Телесезон | Рейтинг (глядачі) | Рейтинг (демо) | Глядачі(мільйони) | Демо (18-49) |
| Сезон | Таймслот (ET)                                                    | Епізоди | Дата            | Глядачі прем'єр (мільйони) | 18–49 рейтинг | Дата           | Глядачі фіналу (мільйони) | 18–49 рейтинг | Телесезон | Рейтинг (глядачі) | Рейтинг (демо) | Глядачі(мільйони) | Демо (18-49) |
| ----- | ---------------------------------------------------------------- | ------- | --------------- | -------------------------- | ------------- | -------------- | ------------------------- | ------------- | --------- | ----------------- | -------------- | ----------------- | ------------ |
| 1     | Середа 20:30                                                     | 24      | 30 вересня 2009 | 8.71                       | 2.6           | 19 травня 2010 | 7.55                      | 2.5           | 2009–10   | 68                | 63             | 6.69              | 2.3          |
| 2     | Середа 20:00                                                     | 24      | 22 вересня 2010 | 8.81                       | 2.7           | 25 травня 2011 | 7.33                      | 2.2           | 2010–11   | 51                | 59             | 8.08              | 2.4          |
| 3     | Середа 20:00                                                     | 24      | 21 вересня 2011 | 9.74                       | 3.1           | 23 травня 2012 | 6.52                      | 2.0           | 2011–12   | 60                | 63             | 8.08              | 2.5          |
| 4     | Середа 20:00                                                     | 24      | 26 вересня 2012 | 9.16                       | 2.9           | 22 травня 2013 | 7.70                      | 2.0           | 2012–13   | 45                | 44             | 8.42              | 2.5          |
| 5     | Середа 20:00                                                     | 24      | 25 вересня 2013 | 8.94                       | 2.5           | 21 травня 2014 | 7.85                      | 2.1           | 2013–14   | 44                | N/A            | 8.24              | N/A          |
| 6     | Середа 20:00                                                     | 24      | 24 вересня 2014 | 7.59                       | 2.2           | 12 травня 2015 | 7.03                      | 1.8           | 2014–15   | 53                | 41             | 8.68              | 2.4          |
| 7     | Середа 20:00                                                     | 24      | 23 вересня 2015 | 8.21                       | 2.1           | 18 травня 2016 | 6.73                      | 1.6           | 2015–16   | 53                | 34             | 8.15              | 2.2          |
| 8     | Вівторок 20:00                                                   | 23      | 11 жовтня 2016  | 6.78                       | 1.8           | 16 травня 2017 | 5.27                      | 1.2           | 2016–17   | 53                | 43             | 7.02              | 1.8          |
| 9     | Вівторок 20:00 (1-17) Вівторок 20:30 (18-23) Вівторок 21:00 (24) | 24      | 3 жовтня 2017   | 6.21                       | 1.6           | 22 травня 2018 | 7.09                      | 1.7           | 2017–18   | 55                | 34             | 7.28              | 1.9          |

Серія 3 сезону «Гелловін 2» стала найпопулярнішим епізодом серіалу, її переглянули 10,16 мільйона глядачів.

## Нагороди та номінації
У 2011 році «Буває й гірше» отримав премію Грейсі за кращий комедійний серіал. Церемонія 1st Critics' Choice Television Awards номінувала серіал на найкращий комедійний серіал, Патрицію Гітон на найкращу жіночу роль у комедійному серіалі та Іден Шер на найкращу жіночу роль другого плану в комедійному серіалі.

## Спіноф

### Розробка
30 травня 2018 року Вараєті повідомило, що після скасування шоу «Розанна», розглядалася можливість створення спінофу «Буває й гірше». Через майже два місяці, 20 липня 2018 року, Іден Шер в інтерв'ю TVLine підтвердила, що ABC замовив пілотний епізод потенційного серіалу. Передбачалося, що дія нового шоу розгортатиметься через кілька років після завершення «Буває й гірше» і буде зосереджена на дорослому житті Сью Гек. 13 серпня 2018 року офіційно замовлено спіноф, сюжет якого мав розповідати про «двадцятирічні пригоди вічної оптимістки Сью Гек, яка залишає маленьке містечко Орсон і намагається знайти себе у великому місті Чикаго». Станом на 5 жовтня 2018 року пілот перебував у процесі зйомок. Початково шоу мало назву Сью Сью в місті (англ. Sue Sue in the City), але згодом від неї відмовилися, і серіал залишився без назви. 21 листопада 2018 року TVLine і Deadline повідомили, що ABC не просуватиме спіноф, і шоу запропоноване іншим мережам, однак у підсумку жодна з них не взяла його в ефір.

### Кастинг
5 жовтня 2018 року стало відомо, що персонаж Бред Боттіг, якого грав Брок Сіарреллі, стане постійним учасником акторського складу. Через кілька днів, 8 жовтня 2018 року, повідомили, що Кімберлі Кроссман приєднається до акторського складу в ролі Ремі — шеф-кухарки готелю, яка все ще оговтується після важкого розриву з хлопцем, що поїхав з їхнім фудтраком і всіма її мріями. За сюжетом, Сью також працюватиме в тому самому готелі. 10 жовтня 2018 року Файнесс Мітчелл приєднався до касту в ролі Гадсона — бармена з великим серцем, який працює у тому ж готелі. Наступного дня стало відомо, що актор серіалу «Кремнієва долина» Кріс Діамантопулос зіграє Ніка — «мінливого, харизматичного та багатого» начальника Сью. Новачок Аарон Бренч мав зіграти Отіса — наївного, але чарівного швейцара готелю.